# Atelanthera
Atelanthera é um género botânico pertencente à família Brassicaceae.